# Damármeno
En la mitología griega, Damármeno o Demármeno (en griego, Δαμαρμένης, Δημάρμενος) fue un pescador de Eritrea que sacó del mar en sus redes un omóplato de Pélope. Este hueso había sido llevado de Pisa por Filoctetes, porque los augures del ejército griego habían pronosticado que Troya no sería tomada si una de las reliquias no volvía a Grecia.
Al acabar la guerra de Troya, la nave que llevaba el hueso de vuelta naufragó a la altura de la isla de Eubea y cuando ya mucho después Damármeno encontró el hueso de Pélope, fue entregado a los eleos, con lo que cesó una peste que por entonces los diezmaba.